# 山东对囊蕨
山东对囊蕨（学名：Deparia shandongensis）也称山东假蹄盖蕨，为蹄盖蕨科对囊蕨属下的一个种。